# 特別栄誉教授
特別栄誉教授（とくべつえいよきょうじゅ）、あるいは栄誉教授（えいよきょうじゅ）は、学術の発展に著しい貢献をした者に対して、大学や研究機関から授与される名誉称号。
学校教育法で定められる名誉教授の称号とは異なり、各々の機関で定めた独自の規定により授与される称号である。
一般的に名誉教授は単に、本務校で教授を務め引退した者に当該校から授与されるのに対して、特別栄誉教授は特に学術的功績があった者に対して贈られる規定になっている事が多い。日本では以下の機関で授与されている。なお、このうち東京大学では大学出身者が多数の実績を挙げたのに伴い、2005年1月5日にこの称号を新設し、建築家の安藤忠雄、物理学者でノーベル賞受賞者の小柴昌俊、同じく物理学者で基礎粒子ニュートリノを観測した戸塚洋二、光触媒反応を発見した藤嶋昭の4名に贈呈した。
- 高エネルギー加速器研究機構
- 自然科学研究機構
- 電気通信大学
- 東京大学 → 詳細は東京大学#特別栄誉教授を参照。
- 東京農工大学
- 東京工業大学[2]
- 大阪大学[3]
- 大阪府立大学
- 大阪市立大学
- 広島大学
- 北里大学
- 立正大学